# Adela Šajn

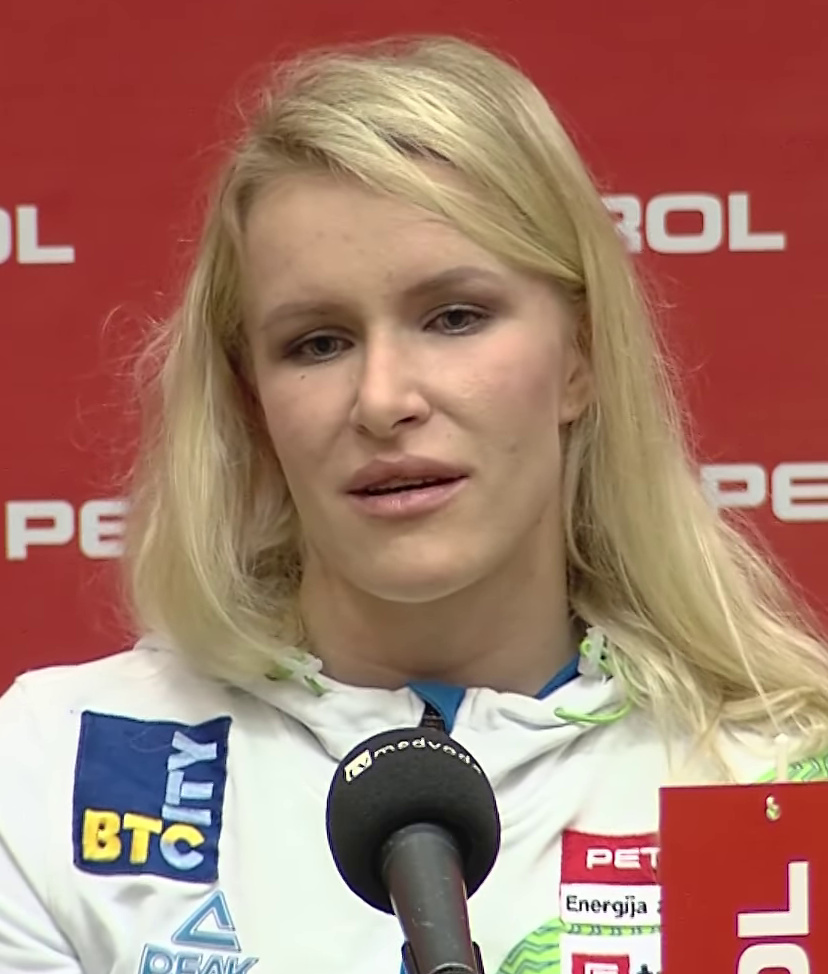
Adela Šajn, 2019

Adela Šajn (Liubliana, 14 de abril de 1990) é uma ginasta eslovena que compete em provas de ginástica artística. 
Šajn foi a única ginasta representante de seu país nos Jogos Olímpicos de Pequim, em 2008, China.

## Carreira
Adela iniciou sua carreira sênior internacional no ano de 2006. Seu primeiro grande evento foi o Campeonato Europeu de Vólos, sendo apenas 39ª nos exercícios de solo. No evento seguinte, o Campeonato Mundial de Aarhus, a ginasta não passou da classificação, sendo a 124ª ginasta no solo.
No ano posterior, participando da etapa de Copa do Mundo de Cottbus, Adela foi quarta na trave, e oitava no solo. Na etapa seguinte, em Stuttgart, a ginasta foi sétima no mesmo aparelho. Ainda em 2007, a ginasta participou do Campeonato Europeu de Amsterdã, onde novamente não foi a nenhuma final, sendo apenas 31ª nos exercícios de solo. Como último evento do ano, deu-se o Campeonato Mundial de Stuttgart, que serviu de classificação para os Jogos Olímpicos de 2008. No evento, Adela terminou com a 86ª colocação no evento geral individual. Em 2008, Adela participou da etapa de Copa do Mundo de Szombathely, conquistando sua primeira medalha a nível mundial. Nas etapas seguintes, de Glasgow e Stuttgart, a ginasta foi sétima na trave, em ambos os eventos. Em Doha, Adela foi quinta no mesmo aparelho. Em Cottbus, conquistou a mesma colocação no aparelho do evento anterior, além de ser medalhista de bronze nos exercícios de solo. No Campeonato Europeu de Clermont-Ferrand, a ginasta fora apenas décima sexta na classificação da trave. Em sua primeira aparição olímpica, nos Jogos Olímpicos de Pequim, Adela apresentou-se em dois aparelhos,- trave e solo -, não indo à nenhuma final individual.
Abrindo o calendário competitivo de 2009, Adela conquistou a medalha de prata no solo, durante a etapa de Copa do Mundo de Cottbus. No evento seguinte, o Europeu de Milão, foi décima oitava na trave. Na etapa de Maribor, foi quarta colocada em seus dois principais aparelhos. No evento posterior, na capital russa, Adela conquistou duas medalhas de prata, na trave, atrás da neerlandesa Sanne Wevers, e no solo, da russa Anna Myzdrikova. Na etapa seguinte, em Doha, Adela foi medalhista de bronze nos exercícios de solo.

## Principais resultados
| Ano  | Evento                                    | AA  | Equipe | Salto sobre o cavalo | Trave            | Barras assimétricas | Solo              |
| ---- | ----------------------------------------- | --- | ------ | -------------------- | ---------------- | ------------------- | ----------------- |
| 2006 | Campeonato Europeu                        | 94º |        |                      | 47º              |                     | 39º               |
| 2007 | Campeonato Europeu                        | 75º |        |                      | 36º              |                     | 31º               |
| 2007 | Campeonato Mundial de Ginástica Artística | 86º |        |                      | 95º              | 135º                | 78º               |
| 2008 | Copa do Mundo - Szombathely               |     |        |                      |                  |                     | Medalha de prata  |
| 2008 | Copa do Mundo - Cottbus                   |     |        |                      | 5º               |                     | Medalha de bronze |
| 2009 | Copa do Mundo - Cottbus                   |     |        |                      |                  |                     | Medalha de prata  |
| 2009 | Campeonato Europeu                        | 69º |        |                      | 18º              |                     | 38º               |
| 2009 | Copa do Mundo - Moscou                    |     |        |                      | Medalha de prata |                     | Medalha de prata  |
| 2009 | Copa do Mundo - Doha                      |     |        |                      |                  |                     | Medalha de bronze |